# Quadrantendiode

Beispiel für die Anordnung der einzelnen Photodioden in einer Quadrantendiode

Eine Quadrantendiode, auch Quadrantenphotodiode oder Quadrantenfotodiode, ist in der Optoelektronik eine Form von Segmentierten Photodioden, bei der vier Photodioden quadratisch angeordnet sind. Dabei liegen die sensitiven Flächen eng beieinander, so dass nur ein schmaler, kreuzförmiger Spalt zwischen ihnen liegt.

## Verwendung
Quadrantendioden werden hauptsächlich dazu verwendet, einen Laserstrahl möglichst exakt zu positionieren oder dessen Position festzustellen. Dazu wird der Laserstrahl auf die Diode gerichtet und der Strom der Fotodioden verglichen. Über das Verhältnis der Ströme der einzelnen Fotodioden lässt sich eine Aussage über die Flächenbelegung jeder einzelnen Diode treffen, und dadurch die Position eines runden Strahls bestimmen. Alternativ kann durch einen Antrieb (z. B. Piezo-Stacks) der Stromunterschied der Dioden auf null geregelt und dadurch ein Laserstrahl positioniert werden.